# Elezioni parlamentari in Austria del 2024
Le elezioni parlamentari in Austria del 2024 si sono tenute il 29 settembre per eleggere il Consiglio nazionale, la camera bassa del parlamento del paese.
Esse hanno visto, come anche anticipato dalle proiezioni preliminari, per la prima volta nella storia del paese, la vittoria relativa del Partito della Libertà Austriaco (FPÖ) di estrema destra che, con 57 seggi, è così divenuto il gruppo più forte in assemblea a discapito del Partito Popolare Austriaco (ÖVP) che, marcato da una forte emorragia di consensi, ha visto ottenere solo 51 seggi, pur giungendo, ciononostante, secondo. Dall’altro lato dell’arco parlamentare, da una parte, il Partito Socialdemocratico d'Austria (SPÖ) di centro-sinistra ha visto una sostanziale stabilità, aumentando solo di uno scranno (giungendo così a 41 seggi) il proprio peso politico, dall’altro, i Verdi (GRÜNE), marcati come i Popolari da una grave crisi di preferenze, hanno subìto un risultato molto pesante, giungendo a controllare solo 16 seggi. Infine, degno di nota è altresì il lieve aumento di consensi verso il partito NEOS, centrista e liberale, che ha aumentato di tre scranni il proprio peso politico, giungendo così a 18 seggi.

## Sistema elettorale
Per le elezioni parlamentari del Consiglio nazionale, l’unica delle due camere ad essere direttamente eletta dai cittadini, la legge elettorale austriaca prevede l’applicazione di un sistema proporzionale con eventuale voto di preferenza su tre livelli: un collegio unico nazionale, nove collegi elettorali basati sui Länder e trentanove circoscrizioni regionali. In tal senso, il peso politico delle circoscrizioni sub-nazionali è ripartito in base ai risultati del censimento più recente.
Dopo le elezioni, i seggi vengono assegnati ai candidati delle liste e dei partiti vincitori in un processo a tre fasi: dalle circoscrizioni regionali alle circoscrizioni statali fino alla circoscrizione federale-nazionale, prima secondo il metodo della quota del metodo Hare-Niemeyer e la redistribuzione proporzionale dei seggi non ancora assegnati a livello regionale e statale, ed infine con il metodo D'Hondt a livello federale, al fine di garantire la proporzionalità complessiva tra la quota di voto nazionale di un partito e la sua quota di seggi parlamentari.
In tal senso, dunque, è predisposta una soglia di sbarramento pari al 4% a livello nazionale o ad un seggio in almeno una circoscrizione sub-nazionale.
Novità principale di questa elezione, tuttavia, è stata, tra le altre modifiche, la riforma del cosiddetto "voto anticipato", già presente in forma limitata e dunque ora esteso a tutti a partire da tre settimane prima del giorno delle elezioni, grazie al quale gli elettori hanno potuto richiedere le schede elettorali anticipate e compilarle presso ogni comune del paese, o portarle con sé per spedirle più tardi tramite posta, o ancora imbucarle di persona prima o il giorno del voto, con il conteggio di quest’ultime, secondo la legge riformata, avvenuto il giorno stesso delle elezioni, al pari delle altre (salvo quelle pervenute in ritardo o da distretti elettorali diversi, conteggiate successivamente se correttamente affrancate).

## Principali formazioni politiche
Di seguito sono rappresentati i principali partiti che hanno partecipato alle elezioni ed i loro relativi leader:
| Leader | Leader                                   | Leader                       | Partito                                                   |
| ------ | ---------------------------------------- | ---------------------------- | --------------------------------------------------------- |
|        |                                          | Karl Nehammer                | Karl Nehammer - Il Partito Popolare (ÖVP)                 |
|        |                                          | Andreas Babler               | Partito Socialdemocratico d'Austria (SPÖ)                 |
|        |                                          | Herbert Kickl                | Partito della Libertà Austriaco (FPÖ)                     |
|        |                                          | Werner Kogler                | I Verdi (GRÜNE)                                           |
|        |                                          | Beate Meinl-Reisinger        | NEOS - Il potere di riformare la tua nuova Austria (NEOS) |
|        |                                          | Günther Hopfgartner (Leader) | Partito Comunista d'Austria (KPÖ)                         |
|        | Tobias Schweiger (Candidato Cancelliere) |                              | Partito Comunista d'Austria (KPÖ)                         |
|        |                                          | Dominik Wlazny               | Partito della Birra (BIER)                                |
|        |                                          | Fayad Mulla                  | Nessuno dei Precedenti (KEINE)                            |
|        |                                          | Madeleine Petrovic           | Lista Madeleine Petrovic (LMP)                            |
|        |                                          | Astrid Wagner                | Lista Gaza - Voce contro il Genocidio (GAZA)              |
|        |                                          | Michael Brunner              | MFG Austria - Popolo, Libertà, Diritti fondamentali (MFG) |
|        |                                          | Gerhard Pöttler              | I Gialli (BGE)                                            |

## Risultati
| Partito della Libertà Austriaco (FPÖ)                       | 1 408 512 | 28,85 | 57  |  |  |  |
| Partito Popolare Austriaco (ÖVP)                            | 1 282 734 | 26,27 | 51  |  |  |  |
| Partito Socialdemocratico d'Austria (SPÖ)                   | 1 032 233 | 21,14 | 41  |  |  |  |
| NEOS — La Nuova Austria e Forum Liberale (NEOS)             | 446 379   | 9,14  | 18  |  |  |  |
| I Verdi (GRÜNE)                                             | 402 109   | 8,24  | 16  |  |  |  |
| Partito Comunista d'Austria (KPÖ)                           | 116 891   | 2,39  | —   |  |  |  |
| Partito della Birra (BIER)                                  | 98 395    | 2,02  | —   |  |  |  |
| Lista Madeleine Petrovic (LMP)                              | 28 488    | 0,58  | —   |  |  |  |
| Der Wandel — Nessuno dei precedenti (KEINE)                 | 27 830    | 0,57  | —   |  |  |  |
| MFG Austria – Popolo – Libertà – Diritti fondamentali (MFG) | 19 785    | 0,41  | —   |  |  |  |
| Lista Gaza — Voce contro il genocidio (GAZA)                | 19 376    | 0,40  | —   |  |  |  |
| I Gialli (BGE)                                              | 156       | 0,00  | —   |  |  |  |
| Totale                                                      | 4 882 888 | 100   | 183 |  |  |  |
|                                                             |           |       |     |  |  |  |
| Voti non validi                                             | 46 857    | 0,95  |     |  |  |  |
| Votanti                                                     | 4 929 745 | 77,68 |     |  |  |  |
| Elettori                                                    | 6 346 059 |       |     |  |  |  |

| Riepilogo dei voti (+/- elezioni 2019)   | Riepilogo dei voti (+/- elezioni 2019)   | Riepilogo dei voti (+/- elezioni 2019)   | Riepilogo dei voti (+/- elezioni 2019) | Riepilogo dei voti (+/- elezioni 2019) | Riepilogo dei voti (+/- elezioni 2019) | Riepilogo dei voti (+/- elezioni 2019) |
| ---------------------------------------- | ---------------------------------------- | ---------------------------------------- | -------------------------------------- | -------------------------------------- | -------------------------------------- | -------------------------------------- |
| Partito della Libertà Austriaco          | Partito della Libertà Austriaco          | Partito della Libertà Austriaco          |                                        |                                        | 28,85%                                 | ▲ 12,68                                |
| Partito Popolare Austriaco               | Partito Popolare Austriaco               | Partito Popolare Austriaco               |                                        |                                        | 26,27%                                 | ▼ 11,19                                |
| Partito Socialdemocratico d'Austria      | Partito Socialdemocratico d'Austria      | Partito Socialdemocratico d'Austria      |                                        |                                        | 21,14%                                 | ▼ 0,04                                 |
| NEOS — La Nuova Austria e Forum Liberale | NEOS — La Nuova Austria e Forum Liberale | NEOS — La Nuova Austria e Forum Liberale |                                        |                                        | 9,14%                                  | ▲ 1,04                                 |
| I Verdi                                  | I Verdi                                  | I Verdi                                  |                                        |                                        | 8,24%                                  | ▼ 5,66                                 |
| Partito Comunista d'Austria              | Partito Comunista d'Austria              | Partito Comunista d'Austria              |                                        |                                        | 2,39%                                  | ▲ 1,70                                 |
| Partito della Birra                      | Partito della Birra                      | Partito della Birra                      |                                        |                                        | 2,02%                                  | ▲ 1,92                                 |
| Altri <1,00%                             | Altri <1,00%                             | Altri <1,00%                             |                                        |                                        | 1,96%                                  | ▼ 0,45                                 |
| Riepilogo dei seggi (+/- elezioni 2019)  |                                          |                                          |                                        |                                        |                                        |                                        |
|                                          |                                          |                                          |                                        |                                        |                                        |                                        |
| GRÜNE                                    | 16                                       | ▼ 10                                     |                                        | SPÖ                                    | 41                                     | ▲ 1                                    |
| NEOS                                     | 18                                       | ▲ 3                                      |                                        | ÖVP                                    | 51                                     | ▼ 20                                   |
| FPÖ                                      | 57                                       | ▲ 26                                     |                                        |                                        |                                        |                                        |